# Jessica Clark
Jessica Clark (Londres, 21 de abril de 1985) é uma atriz britânica, mais conhecida por interpretar Lilith na série  de televisão True Blood.

## Biografia e carreira
Clark cresceu em Londres. Aos 16 anos, venceu uma competição nacional de modelagem e assinou com o Modelos 1. Escolhendo inicialmente combinar modelagem com seus estudos, Clark cursou a London School of Economics como graduação em direito com a intenção de seguir uma carreira em direito.  No entanto, o sucesso de sua carreira de modelo levou-a a deixar o programa depois de 18 meses e mudar-se primeiro para Paris e depois um ano para Nova York.
Clark trabalhou com Hermes, Redken e L’Oreal.  Ela também apareceu em revistas como Vogue, Elle, Marie Claire e Jalouse.  Ela caminha na passarela para designers como Hermes, Bottega Veneta e Matthew Williamson.
Enquanto morava na cidade de Nova York, Clark havia treinado como atriz e em 2011, se mudou para Los Angeles, onde obteve sucesso na TV e no cinema independente.  Jessica assinou contrato com a Agência Marilyn NY e continua a modelar, mais recentemente filmando a reportagem de capa da Vogue Índia.
Clark teve um papel central no longa-metragem A Perfect Ending, um filme lésbico de 2012 dirigido por Nicole Conn.  Ela interpretou a deusa dos vampiros Lilith em True Blood. Ela apareceu na capa da edição de outubro de 2012 da Vogue India.  Em 2015, ela teve um papel central no thriller satírico Pocket Listing.

## Vida pessoal
Clark é abertamente lésbica.  Ela é uma das apresentadoras do amor lésbico um Vlog, no afterellen.com.  Ela se casou com a profissional de fitness Lacey Stone em 2010, mas o casal se divorciou em 2012.

## Filmografia

### Televisão
| Ano       | Título                        | Papel        | Notas                |
| --------- | ----------------------------- | ------------ | -------------------- |
| 2008-2014 | True Blood                    | Lilith       | Quarta temporada     |
| 2011      | Chemistry                     | Chantal      |                      |
| 2011      | State of Georgia              | Natalia      |                      |
| 2014      | Girlfriends' Guide to Divorce | Merete       | 2 Episódios          |
| 2014      | Revenge                       | Pretty Woman | Episódio: "Struggle" |
| 2015      | Murder in the First           | Rachel       |                      |

### Filme
| Ano  | Título             | Papel       | Notas |
| ---- | ------------------ | ----------- | ----- |
| 2010 | Sara               | Lexus       |       |
| 2011 | Bed. Head.         | Maya        |       |
| 2011 | A Perfect Ending   | Paris       | Filme |
| 2014 | Operation Barn Owl | Ashley      |       |
| 2015 | Sangue e Cobiça    | Lana Hunter |       |